# Timothy Tillman
Timothy Tillman (* 4. Januar 1999 in Nürnberg) ist ein deutsch-US-amerikanischer Fußballspieler. Er steht seit Februar 2023 beim Los Angeles FC unter Vertrag und ist US-amerikanischer Nationalspieler.

## Familie
Tillman wurde als Sohn einer deutschen Mutter und eines US-amerikanischen Vaters, ein Mitglied der Streitkräfte der Vereinigten Staaten, in Nürnberg geboren. Sein jüngerer Bruder Malik (* 2002) ist ebenfalls Fußballspieler und US-amerikanischer Nationalspieler. In seiner Kindheit verließ der Vater die Familie früh, sodass seine Mutter ihn und seinen Bruder allein erzog.

## Karriere

### Vereine
Tillman begann mit fünf Jahren beim ASV Zirndorf mit dem Fußballspielen und wechselte 2007 zum 1. SC Feucht, bevor er 2009 in die Jugend der SpVgg Greuther Fürth wechselte. Dort spielte er in der Saison 2014/15 mit der B-Jugend einmal in der B-Junioren-Bundesliga. Zum Beginn der Saison 2015/16 wechselte Tillman in die B-Jugend (U17) des FC Bayern München. Dort war er mit 23 Einsätzen (acht Tore) Stammspieler und kam in den letzten Saisonspielen zudem zu zwei Einsätzen (kein Tor) in der A-Junioren-Bundesliga, nachdem er bereits zweimal (kein Tor) mit der A-Jugend (U19) in der UEFA Youth League gespielt hatte. Zur Saison 2016/17 rückte er fest in die U19 auf und absolvierte neben 23 Ligaspielen (fünf Tore) fünf Spiele (ein Tor) in der UEFA Youth League. Mit seiner Mannschaft wurde er nach einer Finalniederlage im Elfmeterschießen gegen Borussia Dortmund, wobei er seinen Elfmeter verschoss, Vize-Meister. Obwohl noch eine Spielzeit in der A-Jugend spielberechtigt, rückte Tillmann zur Saison 2017/18 in die zweite Mannschaft auf. Er absolvierte außerdem Teile der Sommervorbereitung unter Carlo Ancelotti mit dem Profikader und saß beim Gewinn des DFL-Supercups Anfang August auf der Ersatzbank. Tillman absolvierte für die zweite Mannschaft 31 Spiele (sechs Tore) in der viertklassigen Regionalliga Bayern und kam daneben noch zu je einem Einsatz (kein Tor) in der A-Junioren-Bundesliga und der UEFA Youth League.
Zur Saison 2018/19 wechselte Tillman für ein Jahr auf Leihbasis in seine Geburtsstadt zum Bundesliga-Aufsteiger 1. FC Nürnberg. Nachdem er unter Michael Köllner zu keinem Einsatz in der ersten Mannschaft und lediglich zu Einsätzen in der zweiten Mannschaft in der viertklassigen Regionalliga Bayern gekommen war, debütierte er nach Köllners Freistellung am 10. März 2019 bei einer 1:2-Niederlage gegen die TSG 1899 Hoffenheim unter Interimstrainer Boris Schommers in der Bundesliga, als er im Laufe der zweiten Halbzeit eingewechselt wurde. Tillman kam insgesamt zu 6 Bundesliga- und 7 Regionalligaeinsätzen. Nachdem er mit den Profis in die 2. Bundesliga abgestiegen war, verließ er den Verein mit seinem Leihvertragsende.
Zur Saison 2019/20 kehrte Tillman zum FC Bayern München zurück und stand im Kader der zweiten Mannschaft, die in der Vorsaison in die 3. Liga aufgestiegen war. In einer der ersten Trainingseinheiten zog er sich eine Verletzung der Syndesmose im rechten Sprunggelenk zu und musste operiert werden.
Ohne einen Pflichtspieleinsatz kehrte der Offensivspieler in der darauffolgenden Winterpause zurück zu seinem Ausbildungsverein SpVgg Greuther Fürth, wo er einen bis Juni 2022 gültigen Vertrag erhielt. Am 27. November 2021 (13. Spieltag) erzielte er bei der 3:6-Niederlage im Heimspiel gegen die TSG 1899 Hoffenheim mit dem Treffer zum 2:2 in der 46. Minute sein erstes Bundesligator. Im Mai 2022 wurde sein Vertrag um ein weiteres Jahr bis 2023 verlängert.
Im Februar 2023 wechselte Tillman in die Major League Soccer zum Los Angeles FC. Er unterschrieb einen bis zum 30. Dezember 2025 datierten Vertrag mit der Option auf ein weiteres Jahr.

### Nationalmannschaft
Tillman hält sowohl die deutsche als auch die US-amerikanische Staatsbürgerschaft und war dadurch grundsätzlich für die Auswahlmannschaften beider Länder spielberechtigt.
Tillman spielte im März 2015 zweimal in der deutschen U16-Nationalmannschaft. Zwischen September 2015 und Februar 2016 folgten neun Einsätze (ein Tor) in der U17-Auswahl. Von November bis Dezember 2016 kam Tillman viermal (zwei Tore) in der U18-Auswahl zum Einsatz. Zwischen August 2017 und März 2018 folgten fünf Einsätze (kein Tor) in der U19-Auswahl.
Im Mai 2023 bestätigte die FIFA den Verbandswechsel Tillmans zum US-amerikanischen Fußballverband. Im Januar 2024 debütierte er schließlich in der US-amerikanischen A-Nationalmannschaft bei einem Freundschaftsspiel gegen Slowenien.

## Erfolge
- Aufstieg in die Bundesliga: 2021
- DFL-Supercup-Sieger: 2017 (ohne Einsatz)

Los Angeles
- Lamar Hunt U.S. Open Cup: 2024